# Маргејт
Маргејт (енгл. Margate) је град у Уједињеном Краљевству у Енглеској. Према процени из 2007. у граду је живело 60.832 становника.

## Становништво
Према процени, у граду је 2008. живело 60.832 становника.
| 1981.  | 1991.  | 2001.  |
| ------ | ------ | ------ |
| 53.137 | 56.734 | 58.465 |

## Партнерски градови
- Ле Миро
- Идар-Оберштајн
- Јалта Астана